# Loi visant à garantir la qualité de l'offre alimentaire en outre-mer
La loi visant à garantir la qualité de l'offre alimentaire en outre-mer, dite aussi loi Lurel sur le sucre, est une loi française publiée au Journal officiel le 4 juin 2013. Elle a pour objectif de réduire les taux de sucre des produits manufacturés et vendus dans les régions d'outre-mer, ainsi que les dates limites de péremption.

## Genèse de la loi
Dans les régions d'outre-mer, certains produits alimentaires vendus, comme les sodas ou les yaourts, comportent un taux de sucre nettement supérieur à ceux des produits équivalents vendus en métropole. À l'argument des industriels des secteurs concernés, selon lesquels les consommateurs apprécient les produits sucrés, il est répondu que la consommation dès le plus jeune âge de ces produits entraîne un conditionnement. Les défenseurs de la proposition de loi mettent en avant les taux d'obésité présentés par les populations ultra-marines, supérieurs à ceux constatés en métropole, et les conséquences sanitaires de cette obésité,.
En juin 2011, Victorin Lurel, député de la Guadeloupe, présente une proposition de loi visant à « prohiber la différence de taux de sucre entre la composition des produits manufacturés et vendus dans les régions d'outre mer et celle des mêmes produits vendus dans l'hexagone ». Le texte est rejeté en 1re lecture par l'Assemblée nationale le 11 octobre 2011 par une courte majorité,.
Lors de sa campagne pour la présidentielle de 2012, François Hollande promet que le texte sera de nouveau présenté au Parlement.
En 2013, Hélène Vainqueur-Christophe, députée de la Guadeloupe, propose à nouveau un texte, dont elle est aussi rapporteur, aux mêmes objectifs. La loi est adoptée sans opposition le 27 mars 2013 par l'Assemblée nationale en première lecture, puis par le Sénat le 21 mai 2013.

## Contenu de la loi
Constituée de quatre articles, la loi no  2013-453 du 3 juin 2013 a pour objectifs :
- l'interdiction pour les produits alimentaires vendus en Guadeloupe, Guyane, Martinique, à La Réunion, Mayotte ou dans les collectivités  de Saint-Barthélemy, Saint-Martin et Saint-Pierre-et-Miquelon, d'avoir une teneur en sucres ajoutés supérieure à celle d'une denrée similaire de la même marque distribuée en France hexagonale, ou, pour les denrées non distribuées par les mêmes enseignes en France hexagonale, d'avoir une teneur en sucres ajoutés plus élevée que celle constatée dans les denrées alimentaires assimilables de la même famille les plus distribuées en France hexagonale ; un délai de six mois est autorisé pour l'écoulement des produits lorsque la teneur en sucres des produits métropolitains varie ;
- l'interdiction de délais plus longs concernant les dates limites de consommation figurant sur les emballages des produits vendus sur ces territoires.

## Application de la loi
En juin 2014, environ 500 Réunionnais manifestent à Saint-Denis pour que la loi soit appliquée. Selon eux, la loi n'est pas entrée en vigueur, faute d'un « arrêté interministériel qui doit être signé par les ministres des Finances, de la Santé, de l'Agriculture et de l'Outre-mer ». Selon le ministère des Outre-mer, la partie de la loi concernant les produits ayant leurs équivalents en France métropolitaine est déjà effective, « seuls les produits fabriqués localement dont le taux de sucre est généralement très élevé sont concernés par l’arrêté ministériel actuellement en préparation ».